# Potok (Bezvěrov)
Potok je malá vesnice, část obce Bezvěrov v okrese Plzeň-sever v Plzeňském kraji. Nachází se asi čtyři kilometry východně od Bezvěrova. Potok je také název katastrálního území o rozloze 2,17 km².

## Historie
První písemná zmínka o vesnici pochází z roku 1186.

## Obyvatelstvo
Při sčítání lidu v roce 1921 zde žilo 88 obyvatel (z toho 45 mužů), z nichž byli dva Čechoslováci a 86 Němců. Všichni byli římskými katolíky. Podle sčítání lidu z roku 1930 měla vesnice 91 obyvatel německé národnosti a římskokatolického vyznání.
| Rok            | 1869 | 1880 | 1890 | 1900 | 1910 | 1921 | 1930 | 1950 | 1961 | 1970 | 1980 | 1991 | 2001 | 2011 | 2021 |
| -------------- | ---- | ---- | ---- | ---- | ---- | ---- | ---- | ---- | ---- | ---- | ---- | ---- | ---- | ---- | ---- |
| Počet obyvatel | 103  | 82   | 76   | 84   | 90   | 88   | 91   | 42   | 43   | 23   | 17   | 7    | 8    | 0    | 6    |
| Počet domů     | 16   | 16   | 16   | 16   | 16   | 16   | 18   | 12   | 12   | 6    | 7    | 8    | 8    | 8    | 8    |

## Obecní správa
Při sčítání lidu v roce 1869 Potok byl osadou obce Krašov v okrese Kralovice. V letech 1880–1930 byl samostatnou obcí v okrese Kralovice. V roce 1950 byl osadou obce Vlkošov v okrese Toužim. Od roku 1960 je částí obce Bezvěrov v okrese Plzeň-sever.

## Galerie

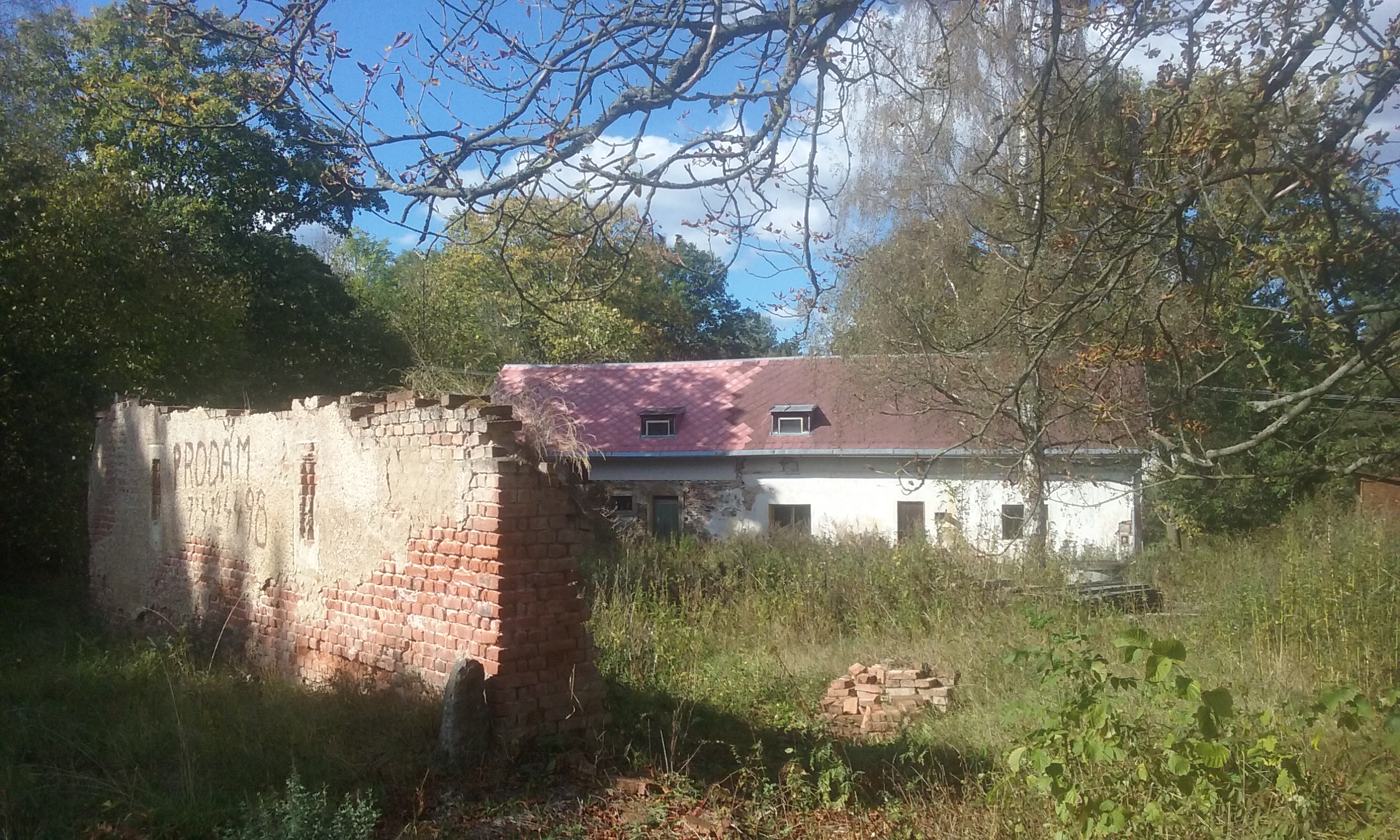
Dům na prodej
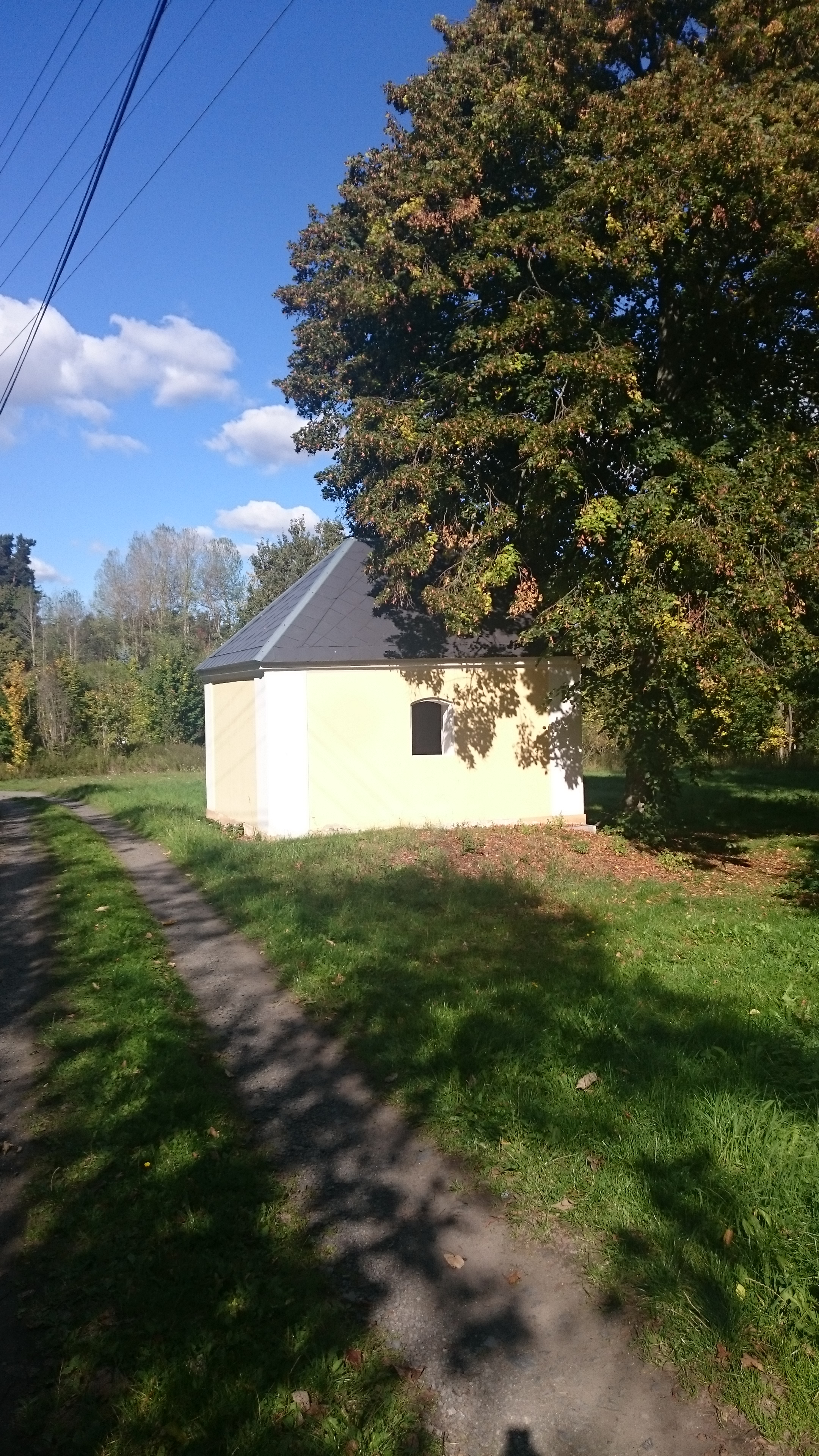
Kaplička